# Роццано
Роццано (итал. Rozzano) — город в Италии, в провинции Милан области Ломбардия.
Население составляет 38 493 человека (на 2004 г.), плотность населения составляет 2960 чел./км². Занимает площадь 12 км². Почтовый индекс — 20089. Телефонный код — 02.
Покровителем коммуны почитается святитель Амвросий Медиоланский, празднование 7 декабря.